# Riksdagens högtidliga öppnande
Riksdagens högtidliga öppnande var en årlig ceremoni som hölls i Rikssalen på Stockholms slott, och som åtminstone sedan införandet av riksdagsordningen 1617 genomförts, och som ytterligare förtydligades genom riksdagsordningen 1723. Den hölls för sista gången den 11 januari 1974. Från och med Sveriges Televisions tillkomst direktsändes ceremonin i tv varje år. Ceremonin inledde högtidligt Sveriges riksdags arbetsår. Riksdagens högtidliga öppnande ersattes 1975 genom den nya riksdagsordningen 1974 med riksmötets öppnande, som hålls i riksdagshusets plenisal.
Själva ceremonin följde konstitutionella principer och vissa grundläggande regler som återfanns i  § 26 i 1810 års riksdagsordning och i § 34 i 1866 års riksdagsordning samt i 1809 års regeringsform §§ 53, 54 och 55. Den bredare allmänheten visade uppfattningen, genom sitt och medias stora intresse för ceremonin, att högtider av denna art var vad som väntades och uppskattades i samband med monarkin på den tiden.

## Historia

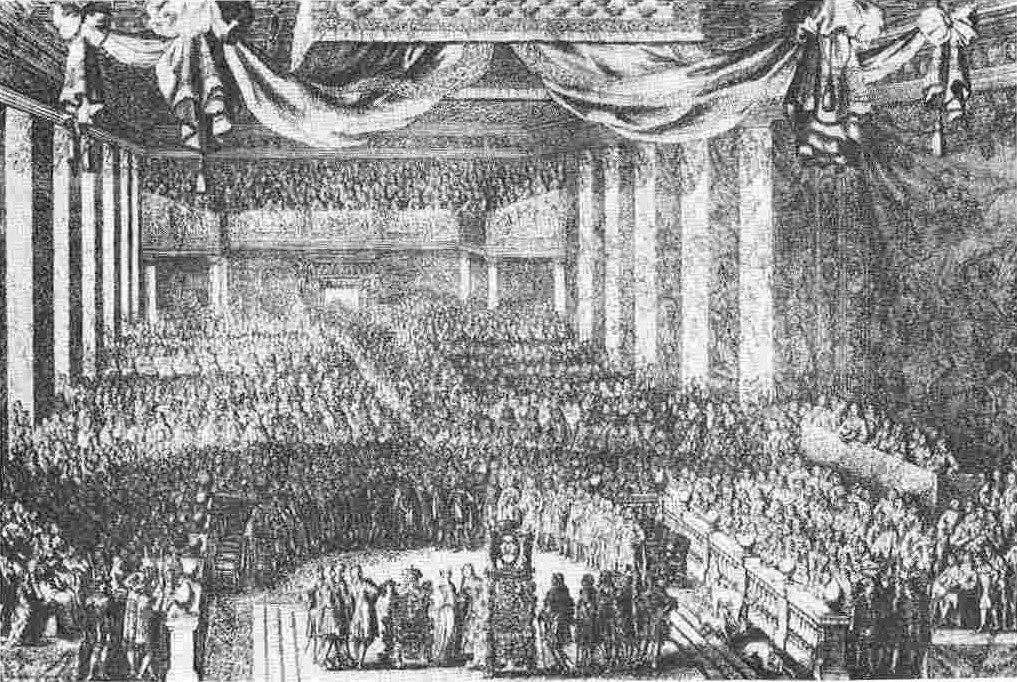
Rikssalen på slottet Tre Kronor som det såg ut 1672. Man kan se Drottning Kristinas silvertron nederst i mitten, och framför denna står riksråden i en halvcirkel, med ständerna samlade bakom sig.

Riksdagar och politiska möten har förekommit i Sverige sedan medeltiden, där Arboga möte 1435 har kallats Sveriges första riksdag, men traditionen att samlas i möten för att lösa politiska frågor går i alla fall tillbaka till Vikingatiden med de allting som då hölls. Troligen öppnades riksdagarna även före 1617 med ceremonier, men det var först i och med Riksdagsordningen 1617 som riksdagarna och hur dessa gick till stadfästes i lag.
Axel Oxenstierna utarbetade förslaget till riksdagsordningen 1617, där man slog fast att riksdagarna skulle öppnas högtidligt och ceremoniellt i Stockholm samt att de skulle hållas inför Konungen i rikssalen. Det står i förslaget till riksdagsordningen att:
| ” | Nhär Rijkzdaghen skall begynnas, att då Ständerne samblas uthi rijkzsaalen, och där tillordnes Konungen, Arffursterne, Rijkzens Rådh och så hwart stondh, sedhan uthi hwart stondh hwar person sitt säthe, i så måtto, att Konungh. M:tz konglige stool sätties mitt främpst i rijkzsaalen: sedan H. F. N:de [Hans Furstlige Nåde] Hertigh Carl Philip sluter H. K. M:tz [Hans Kunglig Majestäts] högre sijdhe och H. F. N:de Hertigh Johan wänstre siden. Därnäst wedh långwäggerne sittie på högre sijdhen de fäm Rijksens höghe embeten: Drotzet, Marsk, Ammiral, Cantzler och Skattmester. På wänstre sijdhen wedh långwäggen de andre aff Rijks- ens Rådh. | „ |

Detta upplägg behölls sedan fram till 1974. Konungens tron stod i mitten, och vid hans sidor satt de prinsar som var arvsberättigade till tronen. Nedanför tronen till höger satt delar av riksrådet, vilket sedermera blev regeringens plats. Riksdagsordningen fortsatte med att beskriva Konungens trontal, samt att ständerna därefter enskilt svarar på konungens tal, samt lyckönskar honom. Ceremonien avslutas med att konungen lämnar salen med sin uppvaktning.
| ” | Så snart nu H. K. M:t anten sielff heller genom någon annan, effter som H. K. M:t dedh behaghar, haffwer helsat Ständerne och giordt begynnelsen och ingången på Rijkzdaghen, då skall hwar Arffurste för sigh swara H. K. M:t anten sielff eller genom sine deputerade; så och een aff Ridderskapet på sijne och Krigzbefhäledz wägner, så och Erchiebiskopen heller een annen på sine, Borgerskapedz och Allmogens wägner, giöra H. K. M:t een underdånigh lyckönskningh och särdeles till Rijkzdaghens ingångh. Och där medh öfwerantwardes då punceterne Ständerne att berådhslå. Och H. K. M:t bliffwer åther i sin cammar ledhsagat, som förr ähr sagdt. | „ |

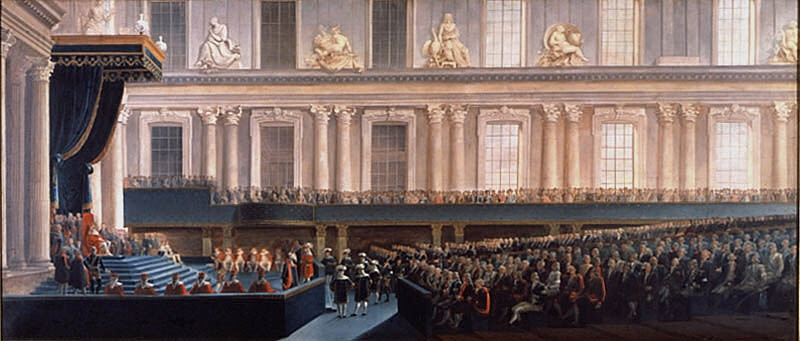
Gustav III vid riksdagens högtidliga öppnande, under riksdagen 1789.

I Riksdagsordningen 1810 fastställdes i paragraf 26 ceremonien ytterligare:
| ” | Konungen låte genom en Härold, under dittills öflige ceremonier, utlysa dagen, då Ständerne, efter förrättad Gudstjenst, må sammankomma på Rikssalen. Gudstjänsten, hwartil alla Stånden böra enhälligt infinna sig, förrättes af en Biskop i Stadens Storkyrka. Efter des slut upträde å Rikssalen först Bonde-Ståndet, widare Borgare-Ståndet och sist Preste-Ståndet, alla, hwart för sig, anförde af deras Talemän. Ridderskapet och Adeln, anförde af Landtmarskalken, ware Konungen följaktige, och intage samtliga Stånden de dem anwista ställen. För Konungen skal långt fram i Salen stå en Thron, omkring hwilken Kron-Prinsen och de öfrige Kongl. Prinsarne hafwa sina platser. Dernäst intage, framför alla andre, de twänne Stats-Ministrarne deras rum, och förhålles i öfrigt enligt det Ceremoniel Konungen låter för tilfället utfärda. Härefter före Konungen Själf, eller, der Konungen är frånwarande, eller Han så för godt finner, Stats-Ministern för Utrikes Ärenderne ordet til Riksens Ständer, och låte dem afhöra berättelsen om hwad sedan sista Riksdag uti Rikets Styrelse sig tildragit. Landtmarskalken och Talemännen träde sedermere in för Konungen och framföre, i Ståndens namn, deras underdåniga wördnad. När Konungen lemnar Rikssalen, beledsagas Han af Ridderskapet och Adeln, hwarefter de öfriga Stånden i ofwanföreskrifne ordning afträda. | „ |

Rikshärold Pontus von Rosen kungör riksdagen 1935.

Även detta upplägg behölls med vissa ändringar fram till 1974, konungen höll sitt tal där han öppnade riksdagen och att de olika ståndens talmän betygande därefter konungen sin vördnad. Efter representationsreformen var det de båda kamrarnas talmän i den nya riksdagen, för att efter 1970 endast enkammarriksdagens talman. När detta skett gick Konungen tillbaka till sina rum och riksdagen kunde ta sin början.

## Ceremonin

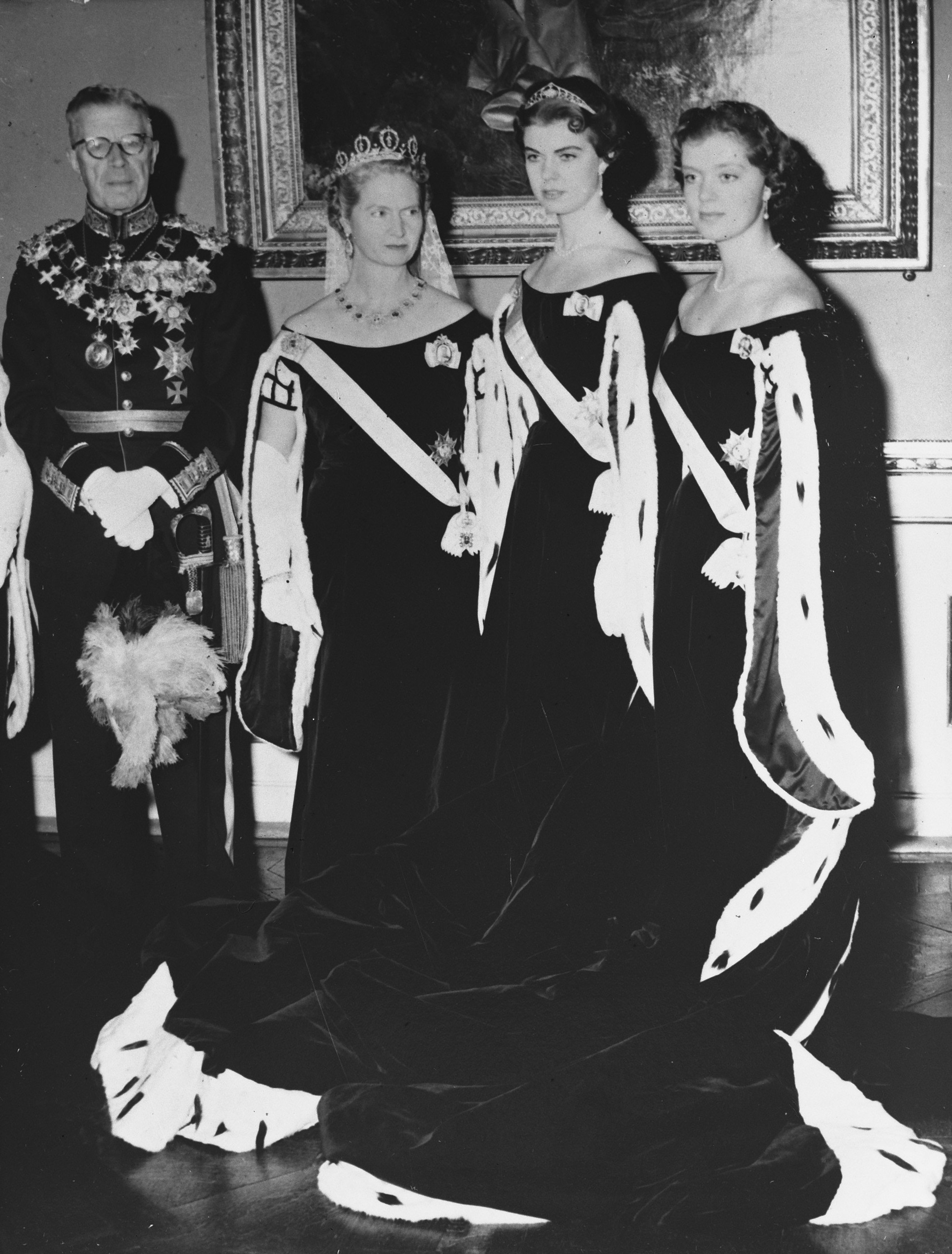
Kung Gustaf VI Adolf med några av de kungliga damerna klädda till riksdagens högtidliga öppnande 15 januari 1956.

Ceremonin har förändrats i vissa detaljer över tid, och hade under större delen av 1900-talet följande gång:
Riksdagens ledamöter lämnade riksdagshuset och tågade, ledda av talmännen, i gemensam tropp upp till Södra valvet på Stockholms slott, där de efter förrättad gudstjänst i Slottskyrkan gick in i Rikssalen och intog sina platser framför drottning Kristinas silvertron. I 1866 års riksdagsordning stod i § 34 enbart "sedan gudstjenst med dem hållen är", vilken mellan 1866 och 1974 hölls i Slottskyrkan. Enligt § 26 i 1810 års riksdagsordning skulle gudstjänsten hållas i Storkyrkan, vilket idag även sker vid riksmötets öppnande.
Kamrarnas ledamöter tågade gemensamt in i Rikssalen från Slottskyrkan genom Södra valvet, var kammare för sig, anförda av sina talmän och två vice talmän vardera. Först första kammaren som satt till vänster i salen och sedan den andra som satt till höger i salen. Efter 1970 gick samtliga riksdagsledamöter in gemensamt anförda av talmannen och tre vice talmän. Riksdagsledamöterna var klädda i svarta rockar eftersom det var vinter, riksdagen brukade öppnas en vardag i januari. De ledamöter som var män hade fram till 1900-talets början högtidsdräkt med hög hatt, och de ledamöter som var präster kunde ha prästkrage.
Ungefär samtidigt som riksdagsledamöterna gick in i salen gick justitieråden i högsta domstolen och regeringsråden i regeringsrätten till sina platser till vänster om tronen i salen från Ordenssalarna, som ligger anslutna norr om salen. Även vissa andra civila, militära och kyrkliga högre ämbetsmän i tjänst eller förutvarande sådana, som till exempel Justitiekanslern, Justitieombudsmannen och Militieombudsmannen, samt serafimerriddare och utländska diplomater och deras fruar kom den vägen in i salen till sina respektive anvisade platser. Hovpersonal hjälpte till med guidning om det behövdes.

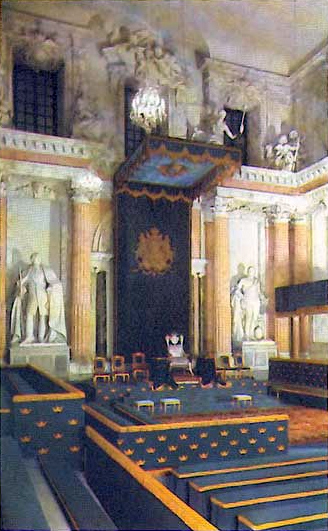
Rikssalen på Stockholms slott iordningställd för riksdagens öppnande.

På plats i Rikssalen var då redan viss personal i hovuniform från Kungliga Hovstaterna, till exempel de två kammarherrar som bevakade Erik XIV:s krona samt Erik XIV:s spira som låg på sina regaliebord vid Drottning Kristinas silvertron, medan de i Stockholm placerade utländska sändebuden och deras damer satt i bås vid den södra väggen till vänster om tronen med damerna längst fram, en regel som Gustav III bestämt. Statsrådsfruarna satt i hovdräkt i ett bås bakom serafimerriddarna vid norra väggen till höger om tronen.
Efter en stund gav ceremonimästaren (som samtidigt var rikshärold) tecken med sin häroldsstav ute på drottningläktaren och en militärorkester på läktaren längst bak i salen började spela för de kungligas entré. Då anlände, till tonerna av Paradmarsch av Charles Voss, drottningen och övriga kungliga damer in på drottningläktaren från Ordenssalarna och intog sina platser. Drottningläktaren befinner sig till höger snett ovanför tronen. Enligt en gammal tradition gick de ända fram till år 1974 in var för sig iklädda diadem och särskilda hermelinmantlar med släp. Vart och ett av dessa släp bars bakom dem av pager i pagelivré. I tur och ordning neg de djupt tre gånger för de församlade, två gånger för de bägge kamrarna och en för den diplomatiska kåren. Detta ändrades naturligt till två nigningar efter tvåkammarriksdagens avskaffande 1970.
Strax efter det gick ceremonimästaren ensam ner till salen till sin bänkplats framför riksdagsledamöternas bänkar till vänster i salen (första kammarens bänkar). Där skulle han ytterligare två gånger, senare under ceremonin, ge tecken till musiken på läktaren att börja spela, dels vid kungens inträde i salen och dels vid ceremonins slutakt.
Inte en så lång stund därefter marscherade Karl XI:s drabanter utan musik ner för trappan från Ordenssalarna in i Rikssalen med sitt karakteristiska marschsätt med höga knäuppdragningar som åstadkom det taktfasta, dunkade ljudet som många förknippar med denna ceremoni. Drabanterna fortsatte sedan genom mittgången i salen och tog sedan plats utanför salen i trappan i Södra valvet. Innan drabanterna hade nått till trappan in i Rikssalen hade de tågat genom Ordenssalarna från Västra längans trapphus, där de tidigare stått vakt och varifrån också resten av de deltagande kom. Drabantmarschen var ett tillägg till ceremonin av Karl XV.
Efter drabanterna följde ner för trappan under tystnad två kungliga pager (som ursprungligen bar kungens långa mantel bakom honom) och Konungens stora vakt, som placerade sig stående bakom tronen. De åtföljdes av riksmarskalken, och därefter konungen, och bakom honom statsministern och utrikesministern. Efter dessa båda ministrar kom myndiga, till tronen arvsberättigade, kungliga prinsar. En bit bakom dem kom förste hovmarskalken som bar manuskriptet till konungens öppningstal och strax bakom honom åtföljdes han av statsråden i regeringen i samlad tropp som gick sist i ledet.

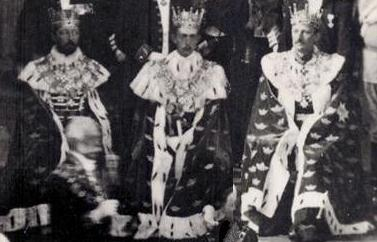
Arvfurstarna i sina furstliga mantlar samt med prinskronorna på huvudet.

När riksmarskalken och konungen inträdde spelades och sjöngs Kungssången. Konungen och prinsarna bugade nu i tur och ordning för riksdagsledamöterna, de utländska sändebuden samt för drottningen och hovets damer. Därefter gick konungen upp till Silvertronen, prinsarna till förgyllda stolar bredvid, medan statsministern, utrikesministern och riksmarskalken under tiden redan gått till sina taburetter framför riksdagsledamöterna, nedanför tronen. De övriga regeringsmedlemmarna gick till regeringsbänkar till vänster om tronen från salen sett, framför justitie- och regeringsrådens bänkar. Efter 1907, då kungen inte längre låtit kröna sig, låg Oskar II:s kungamantel utbredd över Silvertronen och över trappan upp till tronen redan före mötet, medan Erik XIV:s krona och Erik XIV:s spira låg på hyenden (kuddar) på speciella regaliebord till vänster respektive till höger om tronen från salen sett.
Efter Kungssångens slut satte sig konungen på tronen och fick trontalet av förste hovmarskalken stående till höger om honom, efter 1907 i utbyte mot sin huvudbonad, en paradhjälm eller uniformsmössa. Därifrån gav han nu med en lätt nickning tecken till riksmarskalken att trontalet kunde börja. Riksmarskalken gav då signal att trontalet skulle börja genom att stöta sin stav i golvet, varvid seden var att alla utom konungen på tronen skulle stå upp. Trontalet lästes sedan upp och innehöll det som motsvarade regeringsförklaringen idag, det vill säga om viktiga händelser av betydelse för riket under året, viktiga regeringsförslag och ambitioner. Talet var från början kungens eget tal till de samlade riksdagsledamöterna, men efter parlamentarismens genombrott under det tidiga 1900-talet var det författat av regeringen, dock fortsatte det att läsas upp av konungen. Talet inleddes alltid på samma sätt, även om detta skilde sig över tid:

### Lagtima eller Urtima riksdag
Enligt 1809 års regeringsform skilde sig öppnandet av riksdagen något åt beroende på om det var ett lagtima eller riksmöte. Vid ett lagtima öppnande upplästes eller överlämnades en berättelse om vad sig i riket tilldragit sedan senaste lagtima riksdag, samt också Statsverkspropositionen (enligt beskrivningen ovan). När ett urtima öppnande hölls kungjordes endast anledningen till riksdagens kallande och ett överlämnande skedde av de förslag som riksdagen behövde ta ställning till.

### Trontalet

#### Fram till 1866
På Ståndsriksdagens tid, då de fyra stånden med adel, präster, borgare och bönder samlades i Rikssalen inför kungen, var kungens inledning av trontalet en hälsning som behövdes riktas till varje enskild grupp. Den titulatur som rådde i samhället var baserad på klass.
| ” | Högvälborne, Ädle och Välbördige, Ärevördige, Vördige, Vällärde, Äreborne, Förståndige, Välaktade, Hedervärde och Redlige, Gode Herrar och Svenske Män! | „ |

#### 1867-1920
Då den gamla ståndsriksdagen upplöstes genom den så kallade representationsreformen ändrades riksdagens högtidliga öppnande, genom att de bägge kamrarna samlades i Rikssalen på slottet i januari varje år. Inledningen på talet ändrades då till:
| ” | Gode Herrar och Svenske Män. | „ |

#### 1921-1974
Då Sverige fick kvinnlig rösträtt 1921, och de första fem kvinnorna tog plats i riksdagens andra kammare behövde inledningen på talet ändras, så att de reflekterade att inte enbart män satt i församlingen. Denna inledning behölls tills ceremonien upphörde 1974.
| ” | Svenska män och kvinnor, valda ombud för Sveriges folk. Jag hälsar eder välkomna till edert ansvarsfulla arbete. Sveriges förhållande till främmande makter [är gott]... | „ |

#### Trontalets avslutning
Talet avslutades alltid med: 
| ” | Nedkallande Guds välsignelse över eder förklarar jag [året] års riksmöte för öppnat, och jag förbliver, med all konungslig nåd och ynnest, eder städse välbevågen. | „ |

Efter trontalets slut återlämnade konungen talet till förste hovmarskalken, och fick tillbaka sin huvudbonad. Nu betygade talmännen (efter 1970 talmannen) konungen riksdagens aktning genom ett tal vardera, där de också angav vad de tyckte var viktigt i det som hade hänt i riket och i de förslag som skulle komma. Härvid fick den kammares medlemmar stå upp vars talman hade ordet och utrikesministern stod med första kammaren och statsministern med andra kammaren. Efter 1970 stod när talmannen talade hela riksdagen och alla statsråden. Talmannen avslutade talet med en bugning och kungen bugade lätt tillbaka. När detta var gjort överlämnade finansministern och justitieministern i tur och ordning två exemplar av två dokument i bokform, Kungl. Maj:ts nådiga statsverksproposition (Nådiga Luntan) respektive riksdagsberättelsen (Berättelsen om vad sig i Riket tilldragit) till de båda talmännen.
Efter detta avslutades mötet och utmarschen började. Först marscherade nu till Voss paradmarsch Karl XI:s drabanter genom salen och uppför trappan, följda av konungens uppvaktning, regeringen, prinsarna och konungen efter sina tre lätta bugningar, och sist den diplomatiska kårens damer, som alla gick tillbaka upp till Ordenssalarna igen. Ungefär samtidigt som ceremonimästaren gick ut efter regeringen och de kungliga nere i salen, neg de kungliga damerna uppe på drottningläktaren ytterligare tre gånger för de församlade (alla samtidigt denna gång) och gick ut från läktaren.
Ceremonin föregicks enligt § 26 i 1810 års riksdagsordning av ett offentligt uppläsande av konungens kallelse av riksdagen till det högtidliga öppnandet och det lästes upp ute på allmän plats av rikshärolden. I 1866 års riksdagsordning står det enbart i § 34 att detta "offentligen" skulle kungöras, men traditionen fortsatte.

### Tidigare moment
Vissa delar av ceremonien utvecklades eller ändrades över tid, ofta beroende på att statens utveckling så krävde, men i vissa fall på att delar av ceremonien ansågs föråldrad.

#### Handkyss av talmännen

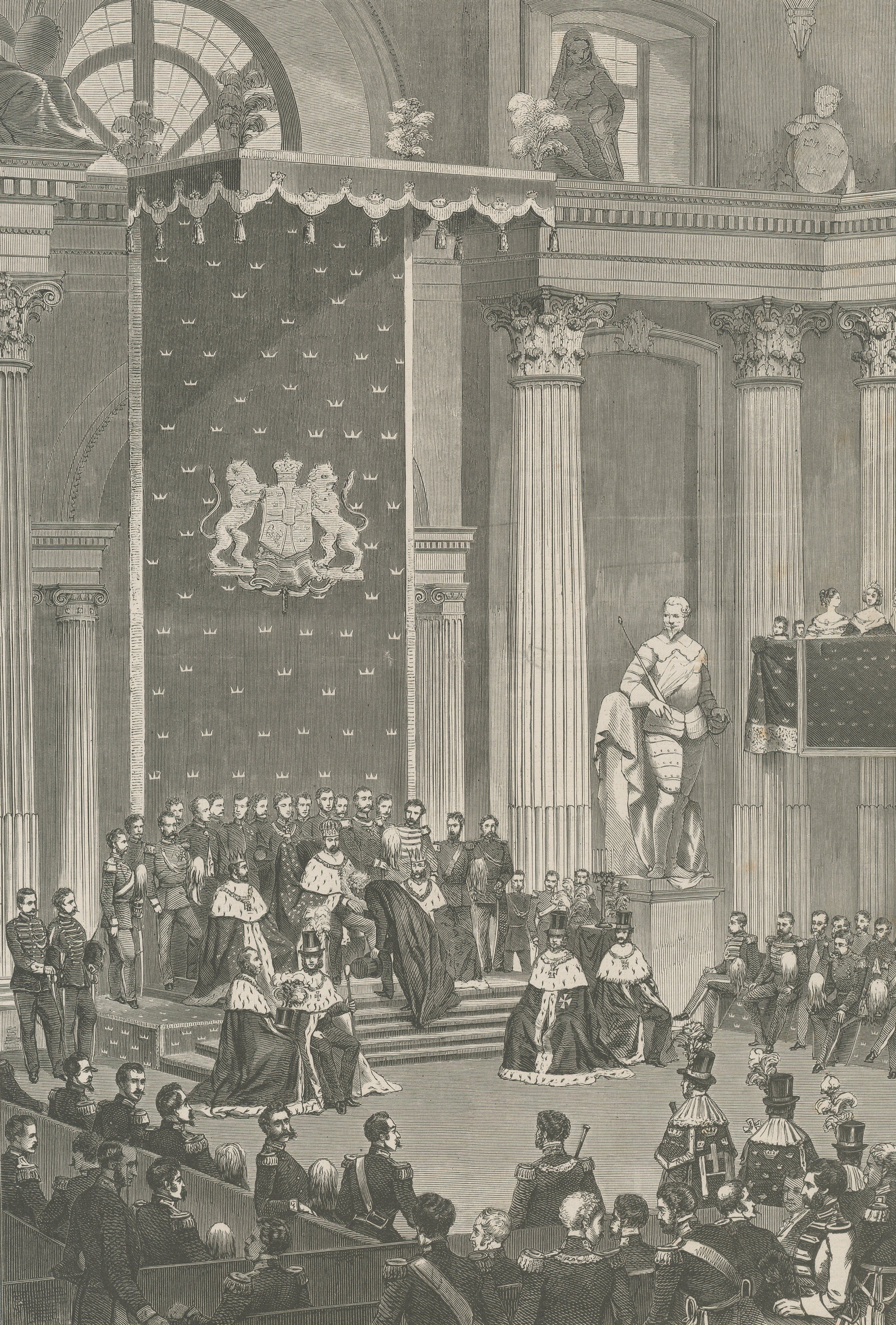
Prästeståndets talman ärkebiskop Henrik Reuterdahl kysser Karl XV på handen vid den sista ståndsriksdagens avslutande den 22 juni 1866.

Under ståndsriksdagens tid fanns en tradition att riksståndens talmän samt lantmarskalken skulle gå upp till tronen och kyssa kungens hand och sedan baklänges gå ner för trappstegen tillbaka från tronen ner till sina platser igen. Detta skedde efter att respektive talman eller lantmarskalk på den tiden hade genomfört sina svarstal och uttryckt sin undersåtliga vördnad inför konungen vilket hörde till ceremonin ända fram till år 1974. Prästeståndets självskrivne talman brukade vara ärkebiskopen som vid dessa tillfällen bar en lång kaftan som var lätt att snubbla på i denna trappa.
Handkyssen fanns även kvar efter representationsreformen 1866 och utfördes både vid riksdagen 1867 och Riksdagen 1868, då talmännen för riksdagens båda kamrar kysste Karl XV:s hand. Handkyssen avskaffades dock av Karl XV inför Riksdagen 1869, och från den tiden har den inte förekommit.

#### Riksdagsutblåsningen
Efter riksdagen 1873 försvann den traditionella riksdagsutblåsningen. Denna ceremoni skedde efter riksdagens avslutande, och gick ut på att härolder som var knutna till Konungens kansli red ut på Stockholms gator och meddelade att riksdagen var avslutad.

## Bilder

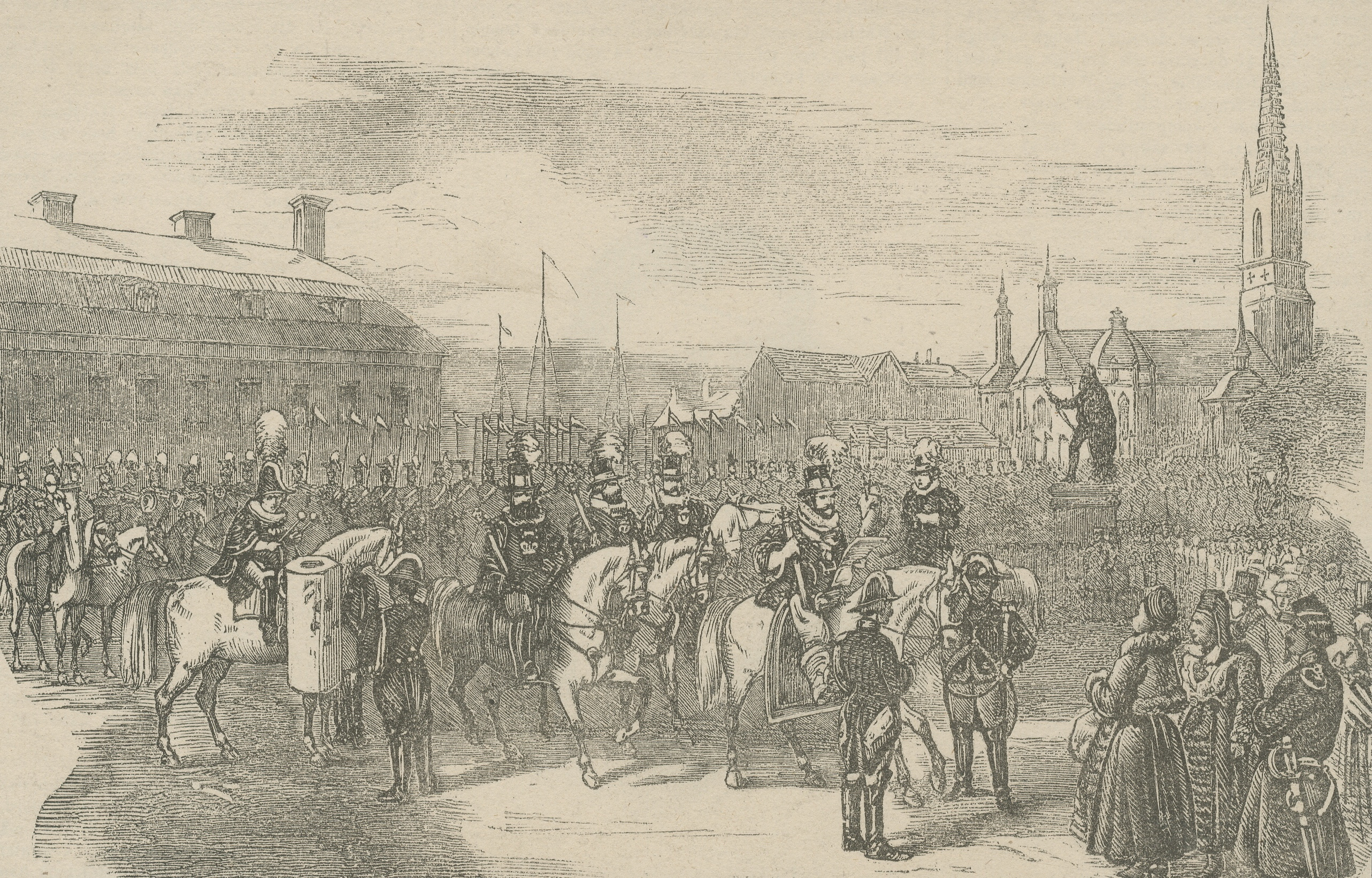
Rikshärolden avblåser riksdagen på Riddarhustorget den 10 mars 1858.
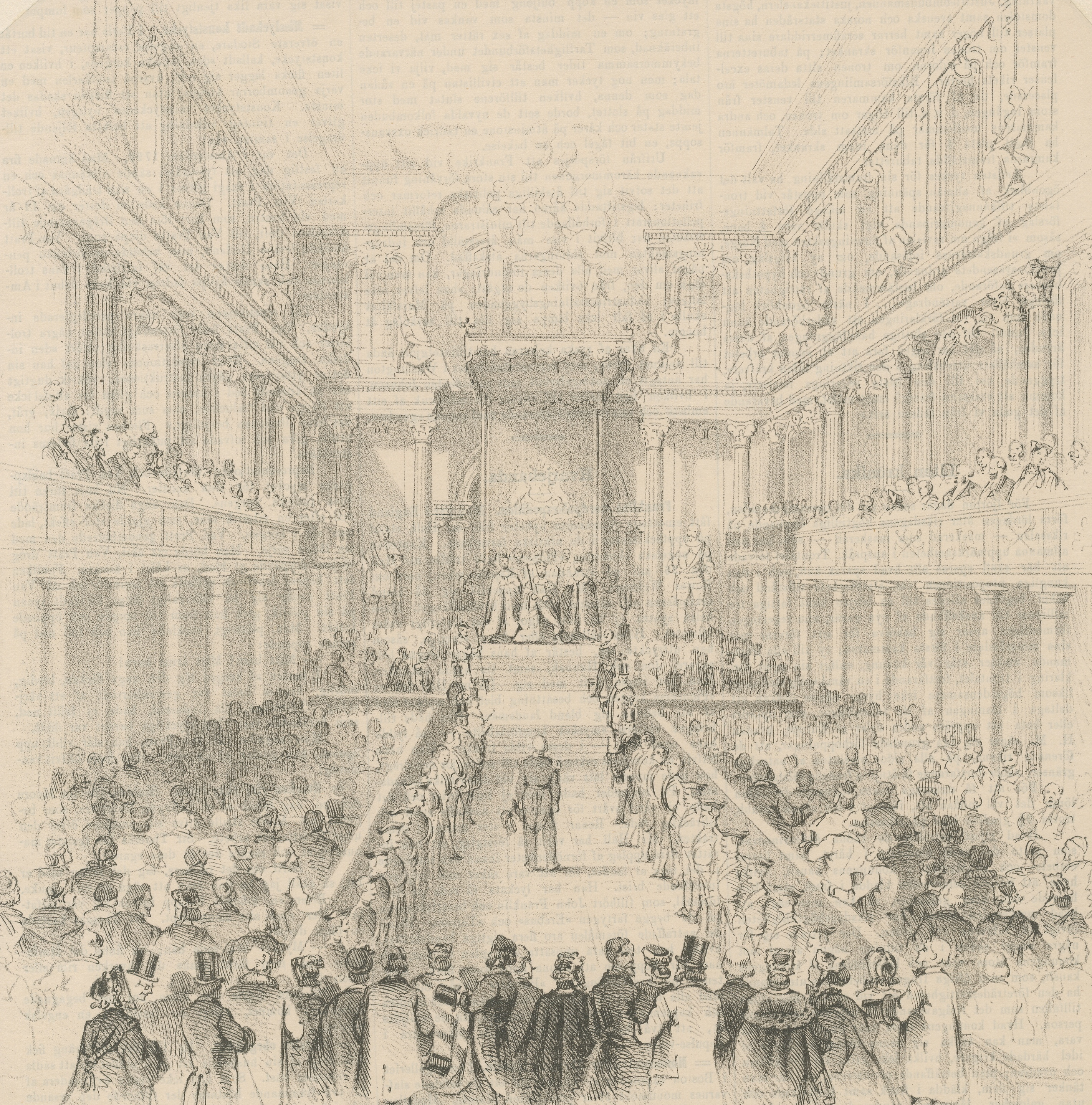
Den första riksdagen efter Representationsreformen öppnas av Karl XV den 19 januari 1867.